# Léon-François Sibour
Léon-François Sibour (9 de fevereiro de 1807, Istres - 18 de novembro de 1864) foi um homem da Igreja e um político francês, primo e auxiliar do arcebispo de Paris, Monsenhor Marie-Dominique Sibour assassinado em 1857.
Após entrar no seminário, Sibour tornou-se secretário do arcebispo antes de obter a cadeira de história eclesiástica na faculdade de teologia de Aix (1842).
De 23 de abril de 1848 a 16 de maio de 1849 torna-se deputado de Ardèche. Foi nomeado bispo de Tripoli a 7 de janeiro de 1855.

## Honras
- 1845 : Cavaleiro da Legião de honra